# Ромовый бунт
Ро́мовый бунт или Ро́мовый мяте́ж (англ. Rum Rebellion) — государственный переворот, произошедший в 1808 году в британской колонии в Новом Южном Уэльсе  в Австралии. В первой половине XIX века был широко известен как Вели́кое восста́ние (англ. The Great Rebellion).    
Современники называли этот переворот Ромовым восстанием, поскольку его целью было смещение губернатора Уильяма Блая, противостоявшего офицерам Корпуса Британской империи, получившего название «Корпус рома» за то, что офицеры корпуса удерживали монополию на торговлю ромом в Сиднее. Блай, бывший офицер Королевского флота, которого ранее свергли на «Баунти» во время корабельного мятежа, был назначен губернатором Нового Южного Уэльса в 1805 году. В течение двух лет Блай пытался обуздать власть Корпуса рома. Рост напряжённости между Блаем и военной элитой, а также видными гражданскими лицами колонии привел к организации вооруженного захвата губернатора. 
Майор Джордж Джонстон возглавил 400 солдат, которые 26 января 1808 года прошли маршем к Дому правительства и арестовали губернатора Блая. Он был заключён под стражу – сначала его держали в Сиднее, затем, в течение двух лет — на борту корабля, стоявшего у города Хобарта. В это время обязанности вице-губернатора Нового Южного Уэльса исполнял Джордж Джонстон. В 1810 году из Великобритании прибыл генерал-майор Лаклан Маккуори, который стал новым губернатором колонии.

## Предшествующие события
Первоначально земли на неизведанном континенте интересовали британцев как потенциальные места для ссылки заключенных. Преступников сюда — в колонию Новый Южный Уэльс — начали привозить в 1788 году, а по прошествии 16-ти лет, в 1804 году, среди заключенных вспыхнуло восстание. В нем принимали участие преимущественно ирландцы, оказавшиеся на каторге из-за поддержки восстания 1798 года у себя на родине. В 1806 году бунтовщики дали знать о себе вновь. Колонии, населённой неблагополучным и «взрывоопасным» контингентом, требовалась, по мнению британских властей, «твёрдая рука». После очередного восстания военным губернатором провинции — четвёртым по счету — стал Уильям Блай. К тому моменту о нём уже знали как о капитане судна «Баунти», арестованном в результате бунта на корабле. Экипаж восстал, захватил корабль, а Блая с несколькими преданными людьми высадил в шлюпку. Капитану и его товарищам крайне повезло, что они сумели добраться до суши живыми.

## Причины
К Ромовому бунту привела череда событий и ошибок, допущенных руководством британских колоний в Австралии. Во исполнение введённого запрета на выплату заработной платы спиртным, губернатор отдал приказ увезти из колонии перегонный куб, доставленный туда ранее для капитана Джона Макартура. В результате этого губернатор вошел в конфликт с теми, кто стремился извлечь личную выгоду из существовавших в колонии затруднений. На беду Блая, офицеры Новоюжноуэльсского корпуса были поголовно замешаны в торговле ромом, из-за чего корпус даже получил название «ромового». Макартур был известной в Австралии личностью: именно он в 1797 году первым завёз сюда обогативших страну овец-мериносов.

## События
Используя влияние Макартура, служащие корпуса Нового Южного Уэльса организовали что-то вроде военного переворота и арестовали губернатора Уильяма Блая. 26 января 1808 года в ответ на губернаторские реформы, которые угрожали прибыльному бизнесу офицеров, корпус взбунтовался. Главой мятежа стал командир «ромового корпуса» майор Джордж Джонстон, которого поддержали его офицеры, а также богатые и влиятельные колонисты. Мятежники во главе с майором Джонстоном прибыли к дому правительства в Сиднее и арестовали губернатора Блая, с позором вытянув его из-под кровати. Он был отправлен на корабле в Хобарт на Тасманию, где оставался фактически заключённым в тюрьме до января 1810 года. Местное правительство смотрело на это сквозь пальцы: не считало такой исход благоприятным, но и не предпринимало никаких усилий для исправления ситуации.

## Последствия
Когда эти новости дошли до Лондона, английское правительство, хотя и осудило эту акцию, решило отозвать свергнутого губернатора. В результате в 1809 году губернатором колонии был назначен Лаклан Маккуори, который явился в колонию в сопровождении 73-го шотландского полка; Новоюжноуэльсский корпус был возвращён в Англию, где был расформирован, а майор Джонстон был осуждён военным судом за участие в этой «ромовой революции». Блай также вернулся в Англию, где ему было присвоено звание контр-адмирала, а три года спустя, в 1814 году, он получил новое повышение и стал вице-адмиралом.
Этот случай является единственным примером вооружённого захвата власти в Австралии.